# Józef Święcicki (dziennikarz)
Józef Święcicki (ur. 12 czerwca 1908 w Zakałużu, zm. 3 lutego 1946 w Incie) – polski dziennikarz, redaktor Kuriera Wileńskiego

## Życiorys
Był synem Bolesława i Konstancji, urodził się w majątku rodzinnym na Białorusi. Od 1918 uczęszczał do Gimnazjum Polskiej Macierzy Szkolnej w Mińsku, od 1922 do Gimnazjum im. Króla Zygmunta Augusta w Wilnie, w 1930 ukończył studia prawnicze na Uniwersytecie Stefana Batorego w Wilnie, od 1932 współpracował z Kurierem Wileńskim, publikował pod pseudonimem Piotr Lemiesz, w 1936 zastąpił na stanowisku redaktora naczelnego Witolda Staniewicza. Został zmobilizowany we wrześniu 1939 jako oficer rezerwy, walczył w szeregach 5 pułku piechoty Legionów. Dostał się do niewoli sowieckiej, z której zbiegł i powrócił do Wilna.
Był zaangażowany w tworzenie antyniemieckiej konspiracji, współpracował z Adamem Obtułowiczem, od listopada 1939 faktycznie kierował Kurierem Wileńskim, którego redaktorem naczelnym był formalnie Witold Staniewicz.  Po wkroczeniu w czerwcu 1940 do Wilna Armii Czerwonej ukrywał się, pod okupacją niemiecką, od czerwca 1941 uczestniczył w konspiracji. Był członkiem Związku Walki Zbrojnej, następnie Armii Krajowej, służył w kierownictwie dywersji Okręgu Wilno AK, walczył w operacji „Ostra Brama”, następnie ujawnił się władzom sowieckim. Bezpośrednio przed wyjazdem do Polski w lipcu 1945 został aresztowany, początkowo był więziony w więzieniu na Łukiszkach, we wrześniu został wywieziony do Republiki Komi, od grudnia 1945 pracował w kopalni węgla w Incie. Tam zmarł z niedożywienia 3 lutego 1946.
Jego braćmi byli m.in. Andrzej Święcicki (1915–2011) i Ignacy Święcicki, z małżeństwa z Adelajdą Rozwadowską miał czworo dzieci, Mateusza, Piotra, Jana Pawła i Marię Małgorzatę